# États européens neutres et non alignés

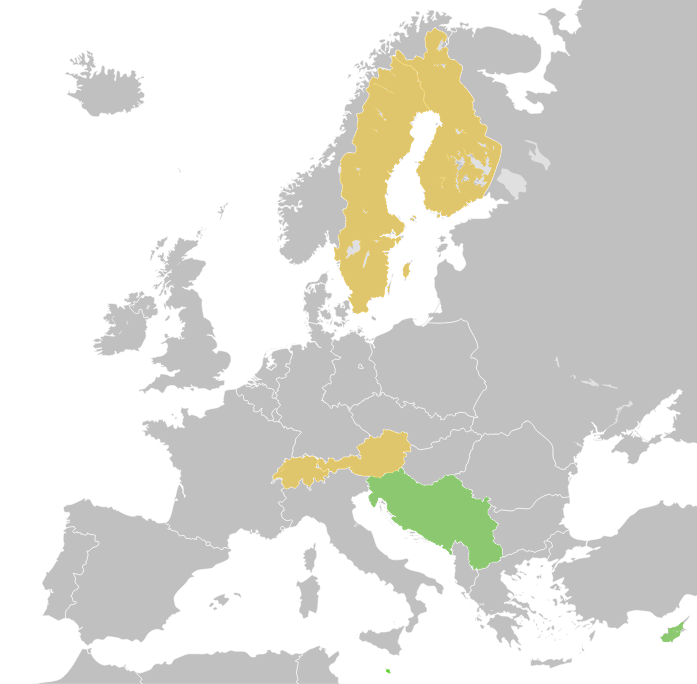
Etats européens neutres et non alignés à l'époque de la guerre froide.

Les États européens neutres et non alignés, parfois connus sous l'abréviation d'États NN,, constituaient un groupement informel d'États européens de l'époque de la guerre froide, qui ne faisaient partie ni de l'OTAN ni du Pacte de Varsovie mais étaient soit neutres, soit membres du Mouvement des non-alignés. Le groupe réunissait d'une part les pays neutres qu'étaient l'Autriche, la Finlande, la Suède et la Suisse et d'autre part les pays non alignés qu'étaient la Yougoslavie, Chypre et Malte, qui partageaient tous un intérêt commun à préserver leur position indépendante de tout bloc vis-à-vis de l'OTAN, de la Communauté européenne, du Pacte de Varsovie et du Conseil d'assistance économique mutuelle. Les pays neutres européens établis et relativement développés ont perçu la coopération avec les pays non alignés (en particulier avec la Yougoslavie, l'un des leaders du groupe) comme un moyen de plaider en faveur de la paix, du désarmement et de la retenue des superpuissances avec plus de force que ne le leur permettait leur coopération antérieure limitée.
Le groupe a coopéré au sein de la Conférence sur la sécurité et la coopération en Europe (CSCE) pour tenter de préserver les résultats des accords d'Helsinki. Dans ce cadre, la Yougoslavie a coopéré avec l'Autriche et la Finlande sur la médiation entre les blocs, a organisé un deuxième sommet de la CSCE en 1977 à Belgrade et a proposé des projets sur la protection des minorités nationales qui sont toujours valables et font partie intégrante des dispositions de l'OSCE sur les droits des minorités.

## Lectures complémentaires
- Neutrality and non-alignment in Europe today, Finnish Institute of International Affairs, 2003 (ISBN 951-769-151-3, lire en ligne)
- The Soviet Union and Cold War Neutrality and Nonalignment in Europe, Lexington Books, 2021 (ISBN 9781793631930)
- Europe's neutral and nonaligned states: between NATO and the Warsaw Pact, Wilmington, 1989 (ISBN 0842022694)